# カルチャーSHOwQ〜21世紀テレビ検定〜
『カルチャーSHOwQ〜21世紀テレビ検定〜』（カルチャーショック・にじゅういっせいきテレビけんてい）は、2007年4月2日から2009年3月30日までtvkなどの全国独立放送協議会のうち、6局が参加する東名阪ネット6で毎週月曜日の20:00-20:55（JST）に放送されていたトークショーを兼ねたクイズ番組である。ハイビジョン制作。

## 概要
2007年春、テレビ神奈川(tvk)・テレビ埼玉・千葉テレビ放送・三重テレビ放送・京都放送・サンテレビジョンの独立局6局によって共同制作機構「東名阪ネット6」が結成され当番組は初の東名阪ネット6共同制作番組としてスタートした。tvk制作のクイズ番組は、1983年6月に終了した『クイズバトンタッチ』以来24年振りとなる。なおこの「バトンタッチ」も多くの独立局にネットされた番組である。
ゲストを交えてトークしながら毎回ひとつのテーマに沿って、その歴史や文化を題材とした3択クイズを全部で20問（2008年4月7日のリニューアル以降15問）出題していく。問題は全てVTRの中で出題され、制限時間は1問につき5秒。レポーターは司会の筧利夫をモデルにしたフィギュア人形の「コカケイくん」にナレーターが声を充てる形をとっている。
番組で発表されるキーワードを入手すると番組公式ウェブサイトから視聴者もインターネット独自のクイズに参加できる企画が、第16回（2007年7月16日放送）まで行われた。その後は、次回のテーマの問題を先にチャレンジ出来る「先出し検定」が行われている（番組終了後に公式サイトで公開）。
全問正解者には「ゴールドコカケイくん」がプレゼントされる。第10回「銭湯」で星野忍が初のパーフェクトを達成した。
エンディングテーマはいずれも筧のオリジナル曲で第28回（2007年10月15日放送）までは「心のトビラ」、第29回（2007年10月22日放送）からは「次の言葉が出てこない」。そしてリニューアル後は「1BANダイシュキ！」となっている。
毎週、制作幹事局のtvkからミュージック・ギフトカードの視聴者プレゼントがあるほか持ち回りで東名阪ネット6加盟各局からも特産品などのプレゼントがあり、ハガキか公式サイトから応募できる。
番組開始から第25回（2007年9月24日放送）までは筧がカルチャーについて話すところから始まったが、第26回（2007年10月1日放送）からはオープニング検定から始まるようになった。また、荒川美奈子による番組のタイトルコールが何度か変わっていた。
独立UHF局らしい特徴として同時ネット番組ではあるものの、編成上の都合で各局ごとに放送時間が繰り下げられる場合がある。第24回「競馬」（2007年9月17日放送）は、野球中継の延長によりサンテレビでは2時間遅れの22時から放送された。チバテレビやKBS京都でも、スポーツ中継の延長で30分遅れて放送されたことがあった。三重テレビはテレビ東京系の特番を優先したため、22時15分からの放送になった。
当初は1年間の放送予定だったが、2008年4月以降も番組のリニューアルをした上で続行されることになった。さらに、第5回「アイドル」（2007年4月30日放送）での解答者だった井森美幸が副キャプテンに昇格。「コイモリちゃん」も登場。ゲスト枠も3枠から6枠に増えた。この際、ネット6各局のアナウンサーも出演するようになった（ただしチバテレのみフリーアナ）。またトップ賞が設定され、東京・原宿の中華料理屋の食事券と東名阪ネット6が持ち回りで出す特産品がプレゼントされるようになった（後者は以前から行っているものと同じ）。なおトップ賞は専門家以外で正答数の多いものがもらえ、同点で初登場の人がいる場合、初登場の人にプレゼントされる仕組みになっている。専門家はトップ賞の権利がない（パーフェクトを目指すことになる）。
2008年4月18日には、番組司会の筧がサンテレビ制作の「サンテレビボックス席」ヤクルト×阪神戦の中継に番組宣伝を兼ねて出演した｡
第62回「中華街検定」（2008年6月23日放送）では、番組初の屋外ロケとなった。また、この回のゲストは3人だった。
2009年3月をもって番組は終了したが、ネット6全局で再放送が行われた。また、今後も年に数回特番の放送が予定され、その第一弾として「祝 横浜開港150周年記念SP」が放送された。（同時ネットではないため、テレビ神奈川では2009年7月11日、サンテレビでは7月26日13:00-などと各局によって日時に変動がある)

## 出演者

### 司会
- 筧利夫（解答者も兼ねる）
- 井森美幸（スタジオでは解答せずに進行役に徹しているが、ロケでは解答者も兼ねる。スタジオ収録の時は冒頭で筧が井森に「井森さんは一流芸能人ですから〜でしょ?」と言って話を始めることが多い。2008年4月 - ）
- 佐藤亜樹（当時tvkアナウンサー。テーマに関連したコスプレをする事が多く、同局の公式携帯サイトから待受画面を無料でダウンロードできる）

### 準レギュラー
- 生島ヒロシ
- やくみつる
- くわばたりえ、小原正子（クワバタオハラ）※コンビでの出演はなし。
- 林家いっ平
- 彦摩呂
- 山崎まさや ※元ジョーダンズ。番組開始前にはすでに解散していたが、第72回では元相方の三又又三と一緒に出演した。連続して出演することが多い。
- 山本栄治（アンバランス）

### ナレーション
- 荒川美奈子（コイモリちゃんの声も担当）
- 桐井大介（コカケイくんの声）

### ゲスト＆プレゼント
※ 2007年度と2008年度は量が多いため、伸縮型のメニューとして掲載する。右にある[表示]をクリックすると一覧表示される。

#### 2009年度（特番化）
祝 横浜開港150周年記念SP
- 橋本志穂
- 彦摩呂
- 新垣里沙

## スタッフ
- 構成：清水寛生、石坂伸太郎、中崎典尉、関口正晴、今井一隆、内堀隆史
- 技術：伊藤亮一、荒木幸治、永井秀明、宇田川隆治
- 照明：長川博
- 美術：廣田徳弘
- 大道具：上地哲彦
- ＣＧ：渡部佳宣
- メイク：古野明子
- スタイリスト：福永佐智子
- 編集：山本研
- ノンリニア編集：関原忍
- ＭＡ：兒子仁
- 音効：岩下康洋
- デスク：鈴木佐江子
- 広報：坂本紅子
- ＡＤ：西野昇三、田島まさる、橋田智人
- ＨＰ：鈴木邦彦（tvk）
- ディレクター：三嶋敏裕、早川恵介、佐藤俊一郎、野坂琢
- ＶＴＲプロデューサー：成田肇（イースト）
- 演出：花土昌紀（イースト）、手塚公一（イースト）
- プロデューサー：笹原彰夫（tvk）、浦輝久（イースト）
- 制作 (チーフプロデューサー)：岩田悦子（現・tvk編成局長）
- スタッフ協力：日放（カメラ他技術全般）、ウエイブワン（音声）、FLT（照明）、SAMURAI（大道具）、ヌーベルバーグ（編集・ＭＡ）、ヴォートルボーテ（ヘアメイク）、ライターズオフィス（構成）、アイエヌジー（美術）、サウンドエッグノッグ（音効）
- フィギュア制作：高橋渉、samuraidoll
- 製作著作：東名阪ネット6（tvk・テレ玉・チバテレ・三重テレビ・KBS京都・サンテレビ）、イースト